# Дипольд VII фон Фобург
Дипольд VII (ум. 26 декабря 1225) — маркграф Фобурга с 1205 из рода Дипольдингеров-Рапотонидов.
Родился 1160/1165. Сын или Дипольда VI (ум. 1181/1185), или его старшего брата Бертольда I (ум. 1182), внук Дипольда III.
В 1191 году получил от императора Генриха VII графство Ачерра в Неаполитанском королевстве (в 1220 графом Ачерры был уже Томмазо I д’Аквино). Возможно, историки его спутали с Дипольдом фон Швайнспойнтом (Diepold von Schweinspeunt)(ум. 1221), графом Ачерры и герцогом Сполето.
С 1205 г. маркграф Фобурга (наследовал Бертольду III). При этом маркграфство Хам отошло Людвигу Баварскому.
Первая жена — происхождение не установлено. От неё две не известных по имени дочери:
- одна — с 1199 замужем за Гульельмо ди Казерта;
- другая — жена графа Джакопо де Сансеверино.

Вторая жена — Мехтильда фон Вассербург, вдова Фридриха II графа фон Гогенбург, дочь Дитриха, графа фон Вассербург-Фихтенштейн, наследница сеньории Гогенбург. От неё 6 детей:
- Бертольд III (ум. 2 февраля 1256/сентябрь 1257) — граф Асколи (1251), регент Сицилийского королевства (1254—1256).
- Дипольд VIII (убит 1258/1259), маркграф фон Гогенбург.
- Оттон (умер в тюрьме 2 февраля 1256/21 марта 1258), маркграф фон Гогенбург (1249), граф Катанцаро, с 1254 граф Кьети.
- Людвиг (умер в тюрьме 2 февраля 1256/21 марта 1258), граф Котроне.
- Рихица (ум. 10 августа 1266), муж (1237) — граф Генрих I фон Ортенберг.
- Хадвига (ум. 18 июня 1265), муж — Марквад I фон Арнсберг.

После смерти бездетных сыновей Дипольда VII и Мехтильды Гогенбург отошёл епископам Регенсбурга, Фобург - герцогам Баварии (1257-1259).